# کریستوفر واکن
کریستوفر واکن (انگلیسی: Christopher Walken؛ زادهٔ ۳۱ مارس ۱۹۴۳ با نام رونالد واکن) بازیگر آمریکایی است. او در نقش‌های مکمل در فیلم‌هایی مانند نوارهای اندرسون (۱۹۷۱)، ایستگاه بعدی، روستای گرینویچ (۱۹۷۶)، رزلند (۱۹۷۷) و آنی هال (۱۹۷۷) ظاهر شد و سپس با بازی در نقش کهنه‌سرباز جنگ ویتنام در شکارچی گوزن (۱۹۷۸) مورد توجه قرار گرفت و جایزه اسکار بهترین بازیگر نقش مکمل مرد را برنده شد. او برای بازی در نقش پدرِ کلاه‌بردار فرانک ابگنیل در فیلم اگه می‌تونی منو بگیر (۲۰۰۲) ساختهٔ استیون اسپیلبرگ، بار دیگر نامزد همان جایزه شد.

## زندگی‌نامه هنری

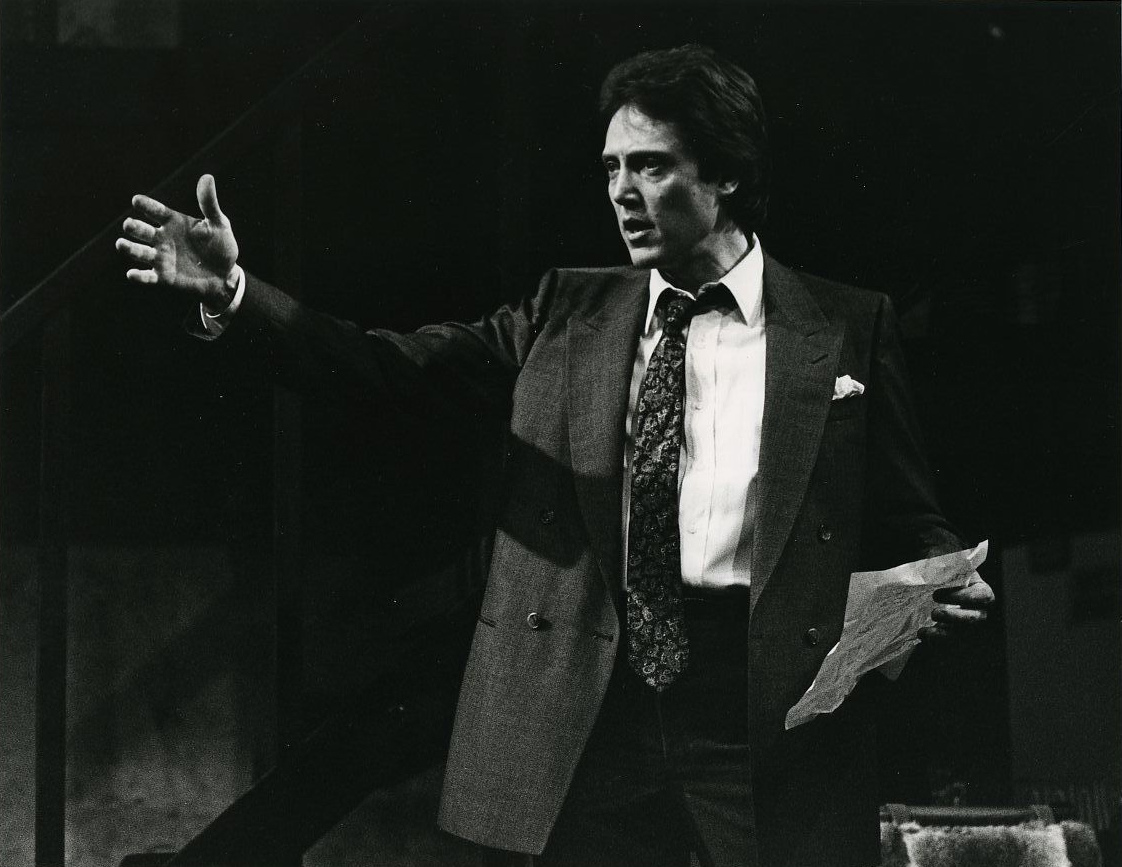
کریستوفر واکن در طول جوانی

مادر وی اهل اسکاتلند و پدرش آلمانی و یک نانوا بود. واکن در نوجوانی و پیش از حرفه بازیگری مدتی تربیت‌کننده شیر در یک سیرک بود و سپس برای ادامه تحصیل وارد دانشگاه هوفسترا شد اما پس از گذشت یک سال تحصیل در دانشگاه را رها کرد و بدنبال بازیگری رفت. واکن در زمانی که تنها ده سال داشت به همراه دو برادر دیگرش گلِن و کِنِث در چند مجموعه تلویزیونی ظاهر شدند. از اولین نقش‌آفرینی‌های او می‌توان به قسمتی از سریال بلند نور راهنما با نام پسری که پشت دیوارها را می‌دید در سال ۱۹۵۶ اشاره کرد.
واکن نام کوچک خود را در سال ۱۹۷۰ از رونالد به کریستوفر تغییر داد. او در سال ۱۹۶۹ با جورجیان تُن ازدواج کرده و همچنان پس از چهل سال زندگی مشترک فرزندی ندارند. او در کارنامهٔ هنریش ۳۷ نامزدی جایزه دارد که ۲۷ بار آن از جمله اسکار بهترین بازیگر نقش مکمل را از آن خود کرده است. او در هفت قسمت از شوی پربیننده پخش زندهٔ شنبه‌شب  در فاصلهٔ سال‌های ۱۹۹۲ تا ۲۰۰۷ میزبان و مجری بوده است.
وی در پرونده هنری خود اجرای هشتاد و چهارمین مراسم اسکار را در سالن کداک تئاتر را نیز داراست.

## زندگی شخصی
واکن در سال ۱۹۶۳ با جیورجیان تون دیدار کرد. آن‌ها در ژانویه ۱۹۶۹ ازدواج کردند. این دو فرزندی ندارند و واکن بیان کرده است نداشتن فرزند یکی از دلایلی است که او چنین حرفهٔ پرباری داشته است.

## گزیدهٔ فیلم‌ها
- نوارهای اندرسون (۱۹۷۱)
- شکارچی گوزن (۱۹۷۸)
- منطقه مرده (۱۹۸۴)
- نمایی از یک قتل (۱۹۸۵)
- پادشاه نیویورک (۱۹۹۰)
- آسایش غریبه‌ها (۱۹۹۰)
- معشوقه (۱۹۹۲)
- بازگشت بتمن (۱۹۹۲)
- داستان عاشقانه واقعی (۱۹۹۳)
- جهان وین ۲ (۱۹۹۳)
- داستان عامه‌پسند (۱۹۹۴)
- آخرین لحظه (۱۹۹۵)
- سمت وحشی(۱۹۹۵)
- اعتیاد(۱۹۹۵)
- جستجو و نابود کردن (۱۹۹۵)
- کارهایی که بعد از مرگت (۱۹۹۶)
- سلاطین خیابان (۱۹۹۷)
- شکار موش (۱۹۹۷)
- لمس(۱۹۹۷)
- هتل جدید رز (۱۹۹۸)
- مورچه‌ای به نام زی (۱۹۹۸)
- اسلیپی هالو (۱۹۹۹)
- ایلومیناتا (۱۹۹۹)
- انفجاری از گذشته(۱۹۹۹)
- دلبر آمریکایی (۲۰۰۱)
- جو دِرْت (۲۰۰۱)
- رویداد گردنبند(۲۰۰۱)
- خوره‌های بیلیارد(۲۰۰۲)
- اگه میتونی منو بگیر (۲۰۰۲)
- جک کانگورو (۲۰۰۳)
- به جنگل خوش آمدید (۲۰۰۳)
- مردی در آتش (۲۰۰۴)
- همسران استپفورد (۲۰۰۴)
- مهمانان ناخوانده عروسی (۲۰۰۵)
- عشق و سیگار (۲۰۰۵)
- کلیک (۲۰۰۶)
- اسپری‌مو (۲۰۰۷)
- پنج دلار در روز (۲۰۰۸)
- کشتن مرد ایرلندی (۲۰۱۱)
- استند آپ گایز (۲۰۱۲)
- جیزس می‌غلتاند (۲۰۱۲)
- یک کوارتت دیرهنگام (۲۰۱۲)
- رفتار بد خدایان(۲۰۱۳)
- خانواده فانگ (۲۰۱۵)
- ادی عقاب (۲۰۱۶)
- ۹ جان (۲۰۱۶)
- پدران جایگزین (۲۰۱۷)
- پرسی (۲۰۲۰)

## جوایز و افتخارات
- برنده بفتای بهترین بازیگر مکمل مرد برای فیلم اگه می‌تونی منو بگیر سال ۲۰۰۲